# Communauté de communes du Créonnais
La communauté de communes du Créonnais est un établissement public de coopération intercommunale (EPCI) français, situé dans le département de la Gironde en région Nouvelle-Aquitaine.

## Historique
La communauté de communes du Créonnais a été créée le 13 juillet 2000.
La commune de Croignon quitte la communauté le 31 décembre 2013 pour rejoindre, le 1er janvier 2014, celle  des Coteaux Bordelais,,.
À la suite du schéma de coopération intercommunale (SDCI) prenant effet le 1er janvier 2017, la communauté de communes voit son nombre de communes porté à 15 avec le départ de Lignan-de-Bordeaux vers la Communauté de communes des Portes de l'Entre-Deux-Mers et l'arrivée de Capian, Cardan et Villenave-de-Rions de l'ancienne Communauté de communes du Vallon de l'Artolie.
Le 1er janvier 2018, Cardan quitte la communauté de communes à destination de la communauté de communes Convergence Garonne et Camiac-et-Saint-Denis rejoint la communauté de communes en provenance de la CALI.

## Territoire communautaire

### Géographie
Située au centre  du département de la Gironde, la communauté de communes du Créonnais regroupe 15 communes et présente une superficie de 123,6 km2.

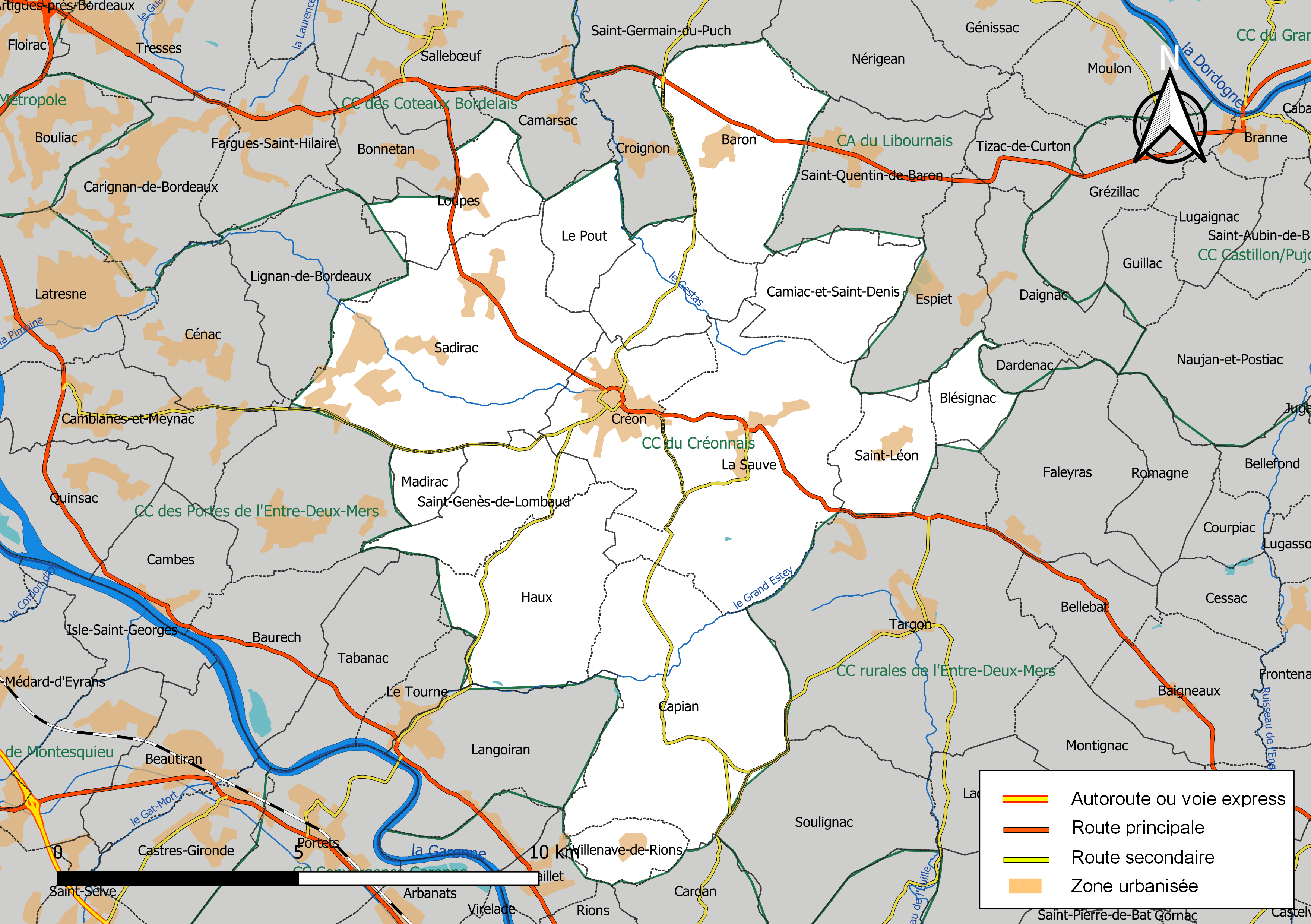
Carte de la communauté de communes du Créonnais au 1er janvier 2019.

### Composition

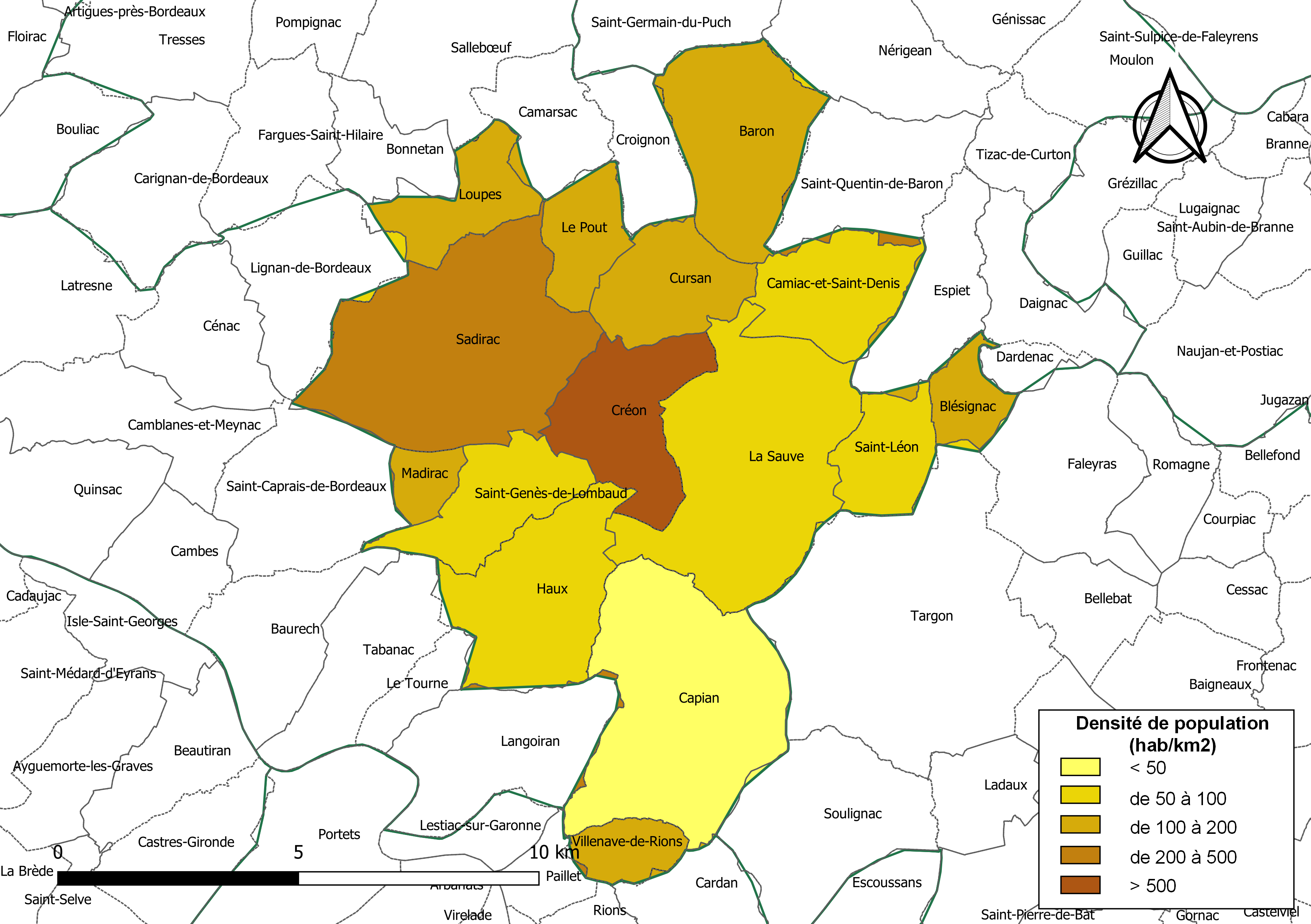
Carte des densités de population (millésimée 2016) des communes de la communauté de communes du Créonnais. Composition en communes au 1er janvier 2019.

La communauté de communes est composée des 15 communes suivantes :

| Nom                    | Code Insee | Gentilé        | Superficie (km2) | Population (dernière pop. légale) | Densité (hab./km2) |
| ---------------------- | ---------- | -------------- | ---------------- | --------------------------------- | ------------------ |
| Créon (siège)          | 33140      | Créonnais      | 8,02             | 4 863 (2022)                      | 606                |
| Baron                  | 33028      | Baronnais      | 10,34            | 1 204 (2022)                      | 116                |
| Blésignac              | 33059      | Blésignacais   | 2,5              | 311 (2022)                        | 124                |
| Camiac-et-Saint-Denis  | 33086      | Camiacais      | 6,6              | 351 (2022)                        | 53                 |
| Capian                 | 33093      | Capiannais     | 18,23            | 798 (2022)                        | 44                 |
| Cursan                 | 33145      | Cursanais      | 6,07             | 666 (2022)                        | 110                |
| Haux                   | 33201      | Hauxois        | 10,21            | 843 (2022)                        | 83                 |
| Loupes                 | 33252      | Loupésiens     | 4,87             | 940 (2022)                        | 193                |
| Madirac                | 33263      | Madiracais     | 1,86             | 297 (2022)                        | 160                |
| Le Pout                | 33335      | Poutais        | 3,93             | 617 (2022)                        | 157                |
| Sadirac                | 33363      | Sadiracais     | 19,11            | 4 718 (2022)                      | 247                |
| Saint-Genès-de-Lombaud | 33408      | Lombaussiens   | 6,14             | 390 (2022)                        | 64                 |
| Saint-Léon             | 33431      | Saint-Léonnais | 4,49             | 298 (2022)                        | 66                 |
| La Sauve               | 33505      | Sauvois        | 18,64            | 1 594 (2022)                      | 86                 |
| Villenave-de-Rions     | 33549      | Villenavais    | 2,56             | 373 (2022)                        | 146                |

### Démographie
| 1968  | 1975  | 1982  | 1990   | 1999   | 2006   | 2011   | 2016   | 2022   |
| ----- | ----- | ----- | ------ | ------ | ------ | ------ | ------ | ------ |
| 6 700 | 7 032 | 9 471 | 11 012 | 11 958 | 13 864 | 15 495 | 16 919 | 18 263 |

## Administration
L'administration de l'intercommunalité repose, à compter du renouvellement général des conseils municipaux de mars 2014, sur 36 délégués titulaires, Créon disposant de huit sièges, Sadirac de sept, Baron et La Sauve-Majeure de trois chacune, Cursan, Haux, Le Pout, Lignan-de-Bordeaux, Loupes et Saint-Léon de deux chacune et Blésignac, Madirac et Saint-Genès-de-Lombaud d'un chacune.
| Période                                  | Période    | Identité           | Étiquette | Qualité                                                                   |
| ---------------------------------------- | ---------- | ------------------ | --------- | ------------------------------------------------------------------------- |
| 2000                                     | 2008       | Jean-Marie Darmian | PS        | Maire de Créon (1995-2014), conseiller général puis départemental (2008-) |
| 2008                                     | avril 2014 | Bernard Le Gorrec  |           | Maire d'Haux (1995-2014)                                                  |
| avril 2014                               | 2020       | Mathilde Feld      | DVG       | Conseillère municipale de Créon                                           |
| 2020                                     | En cours   | Alain Zabulon      | DVG       | Adjoint au maire de Créon                                                 |
| Les données manquantes sont à compléter. |            |                    |           |                                                                           |

Le président est assisté de six vice-présidents :
- Bernard Pagès, maire de Madirac, chargée du développement du territoire (économie, tourisme, finances),
- Sophie Sorin, adjointe au maire de Baron, chargée de l'action sociale et de la solidarité territoriale,
- Nicolas Tarbes, maire de Saint-Léon, chargé  des infrastructures, du numérique, des techniques d'information et de la communication et de la mise en œuvre du schéma de mutualisation,
- Marie-Christine Solaire, conseillère municipale de La Sauve, chargée de la jeunesse, du sport, de la culture et de la vie associative,
- Frédéric Lataste, maire de Capian, chargé du cadre de vie territorial (aménagement, urbanisme, habitat, environnement et déchets),
- Benjamin Audureau, conseiller municipal de Sadirac, chargé de l'enfance et de la petite enfance.

Ainsi que de trois conseillers délégués :
- Ludovic Caurraze, maire de Cursan, conseiller délégué aux finances,
- Jean-Marc Subervie, maire de Villenave-de-Rions, conseiller délégués aux bâtiments communautaires,
- Romain Barthet-Barateig, maire de Haux, conseiller délégué à la communication.